# Rai López
Raimundo López De Vinuesa Piote, más conocido como Rai López (nacido el 2 de abril de 1989 en Málaga, Andalucía) es un exjugador de baloncesto español. Con 1,81 metros de estatura, jugaba en la posición de base. 

## Trayectoria
Primero comenzó jugando en Club Baloncesto El Palo, que le permitió hacerse un hueco más tarde en la cantera malacitana en cadete. Militó en las diferentes categorías inferiores del equipo malacitano y formó parte de las selecciones malagueña, andaluza y española respectivamente. Debutó la temporada 2008/09 en la pretemporada, y en competición oficial en la Euroliga.
Militó en el equipo malagueño hasta la temporada 2009/10 que llegó al Lagun Aro GBC, en calidad de cedido por el Unicaja de Málaga, después jugaría Autocid Ford Burgos, CB Granada, Club Ourense Baloncesto y Basket Navarra Club, equipo en el que se retiró en el año 2013 con 24 años.